# Wahadło podwójne
Wahadło podwójne utworzone jest z wahadła z doczepionym do jego końca drugim wahadłem. Ten prosty układ fizyczny wykazuje bogate zachowanie dynamiczne z silną wrażliwością na warunki początkowe, tzn. jest to układ chaotyczny. Ruch wahadła podwójnego opisuje się układem sprzężonych równań różniczkowych zwyczajnych.

## Analiza i interpretacja

Wahadło podwójne złożone jest z dwóch wahadeł.

Można rozważyć kilka wariantów podwójnego wahadła: wahadła mogą mieć równe lub nierówne długości i masy, mogą być  wahadłami matematycznymi (prostymi) lub  wahadłami fizycznymi, ruch wahadeł może odbywać się w trzech wymiarach lub ograniczać się do płaszczyzny pionowej. W poniższej analizie przyjmuje się, że mamy identyczne wahadła zbudowane z ważkich prętów o długości l i masie m, a ruch jest ograniczony do dwóch wymiarów.

Wahadło fizyczne podwójne.

W takim wahadle złożonym masa jest rozłożona wzdłuż długości prętów; środek masy każdego pręta znajduje się w jego punkcie środkowym; moment bezwładności każdego pręta liczony względem jego środka wynosi {\displaystyle I={\frac {1}{12}}ml^{2}}.
Do zapisu równań ruchu wygodnie jest posłużyć się kątami {\displaystyle \theta _{1},\theta _{2}}, jakie tworzą wahadła z pionem (są to współrzędne uogólnione, które definiują  przestrzeń konfiguracyjną układu.
Położenie środka masy każdego pręta wyrazimy w tych współrzędnych.
Jeżeli za początek  układu kartezjańskiego przyjmiemy punkt mocowania pierwszego wahadła, to jego środek masy ma współrzędne:
{\displaystyle {\begin{aligned}x_{1}&={\frac {l}{2}}\sin \theta _{1},\\y_{1}&=-{\frac {l}{2}}\cos \theta _{1},\end{aligned}}}
a środek masy drugiego wahadła ma współrzędne:
{\displaystyle {\begin{aligned}x_{2}&=l\left(\sin \theta _{1}+{\tfrac {1}{2}}\sin \theta _{2}\right),\\y_{2}&=-l\left(\cos \theta _{1}+{\tfrac {1}{2}}\cos \theta _{2}\right.)\end{aligned}}}
Teraz można zapisać Lagrangian układu.

### Lagrangian
Lagrangian ma postać:
{\displaystyle {\begin{aligned}L&={\text{energia kinetyczna}}-{\text{energia potentiala}}\\&={\tfrac {1}{2}}m\left(v_{1}^{2}+v_{2}^{2}\right)+{\tfrac {1}{2}}I\left({{\dot {\theta }}_{1}}^{2}+{{\dot {\theta }}_{2}}^{2}\right)-mg\left(y_{1}+y_{2}\right)\\&={\tfrac {1}{2}}m\left({{\dot {x}}_{1}}^{2}+{{\dot {y}}_{1}}^{2}+{{\dot {x}}_{2}}^{2}+{{\dot {y}}_{2}}^{2}\right)+{\tfrac {1}{2}}I\left({{\dot {\theta }}_{1}}^{2}+{{\dot {\theta }}_{2}}^{2}\right)-mg\left(y_{1}+y_{2}\right)\end{aligned}}}
Pierwszy wyraz przedstawia energię kinetyczną środków masy obu prętów, drugi przedstawia energię  ruchu obrotowego każdego z prętów wokół ich środków masy. Ostatni wyraz - to energia potencjalna prętów w polu grawitacyjnym. 
Kropki nad symbolami oznaczają  pochodne względem czasu rozpatrywanych tu zmiennych.
Korzystając z  reguły łańcuchowej różniczkowania funkcji złożonych oraz z  tożsamości trygonometrycznych otrzymamy:
{\displaystyle {\dot {x}}_{1}={\dot {\theta }}_{1}\left({\tfrac {l}{2}}\cos \theta _{1}\right)\quad \rightarrow \quad {\dot {x}}_{1}^{2}={\dot {\theta }}_{1}^{2}\left({\tfrac {l^{2}}{4}}\cos ^{2}\theta _{1}\right)}
{\displaystyle {\dot {y}}_{1}={\dot {\theta }}_{1}\left({\tfrac {l}{2}}\sin \theta _{1}\right)\quad \rightarrow \quad {\dot {y}}_{1}^{2}={\dot {\theta }}_{1}^{2}\left({\tfrac {l^{2}}{4}}\sin ^{2}\theta _{1}\right)}
{\displaystyle {\dot {x}}_{1}^{2}+{\dot {y}}_{1}^{2}={\dot {\theta }}_{1}^{2}{\tfrac {l^{2}}{4}}\left(\cos ^{2}\theta _{1}+\sin ^{2}\theta _{1}\right)={\tfrac {l^{2}}{4}}{\dot {\theta }}_{1}^{2}}
oraz
{\displaystyle {\dot {x}}_{2}=l\left({\dot {\theta }}_{1}\cos \theta _{1}+{\tfrac {1}{2}}{\dot {\theta }}_{2}\cos \theta _{2}\right)\quad \rightarrow \quad {\dot {x}}_{2}^{2}=l^{2}\left({\dot {\theta }}_{1}^{2}\cos ^{2}\theta _{1}+{\dot {\theta }}_{1}{\dot {\theta }}_{2}\cos \theta _{1}\cos \theta _{2}+{\tfrac {1}{4}}{\dot {\theta }}_{2}^{2}\cos ^{2}\theta _{2}\right)}
{\displaystyle {\dot {y}}_{2}=l\left({\dot {\theta }}_{1}\sin \theta _{1}+{\tfrac {1}{2}}{\dot {\theta }}_{2}\sin \theta _{2}\right)\quad \rightarrow \quad {\dot {y}}_{2}^{2}=l^{2}\left({\dot {\theta }}_{1}^{2}\sin ^{2}\theta _{1}+{\dot {\theta }}_{1}{\dot {\theta }}_{2}\sin \theta _{1}\sin \theta _{2}+{\tfrac {1}{4}}{\dot {\theta }}_{2}^{2}\sin ^{2}\theta _{2}\right)}
{\displaystyle {\dot {x}}_{2}^{2}+{\dot {y}}_{2}^{2}=l^{2}\left({\dot {\theta }}_{1}^{2}\cos ^{2}\theta _{1}+{\dot {\theta }}_{1}^{2}\sin ^{2}\theta _{1}+{\tfrac {1}{4}}{\dot {\theta }}_{2}^{2}\cos ^{2}\theta _{2}+{\tfrac {1}{4}}{\dot {\theta }}_{2}^{2}\sin ^{2}\theta _{2}+{\dot {\theta }}_{1}{\dot {\theta }}_{2}\cos \theta _{1}\cos \theta _{2}+{\dot {\theta }}_{1}{\dot {\theta }}_{2}\sin \theta _{1}\sin \theta _{2}\right)}
{\displaystyle =l^{2}\left({\dot {\theta }}_{1}^{2}+{\tfrac {1}{4}}{\dot {\theta }}_{2}^{2}+{\dot {\theta }}_{1}{\dot {\theta }}_{2}\cos \left(\theta _{1}-\theta _{2}\right)\right).}

Ruch wahadła fizycznego podwójnego (otrzymany za pomocą całkowania numerycznego równań ruchu).

Podstawiając powyższe wyrażenia i zmieniając kolejność wyrazów otrzymamy
{\displaystyle L={\tfrac {ml^{2}}{2}}\left({\tfrac {1}{4}}{\dot {\theta }}_{1}^{2}+{\dot {\theta }}_{1}^{2}+{\tfrac {1}{4}}{\dot {\theta }}_{2}^{2}+{\dot {\theta }}_{1}{\dot {\theta }}_{2}\cos \left(\theta _{1}-\theta _{2}\right)\right)+{\tfrac {ml^{2}}{24}}\left({\dot {\theta }}_{1}^{2}+{\dot {\theta }}_{2}^{2}\right)-mg\left(y_{1}+y_{2}\right)}
{\displaystyle ={\tfrac {1}{6}}ml^{2}\left({{\dot {\theta }}_{2}}^{2}+4{{\dot {\theta }}_{1}}^{2}+3{{\dot {\theta }}_{1}}{{\dot {\theta }}_{2}}\cos(\theta _{1}-\theta _{2})\right)+{\tfrac {1}{2}}mgl\left(3\cos \theta _{1}+\cos \theta _{2}\right).}
Tylko energia jest wielkością zachowaną, moment pędu nie jest zachowany. Dwa uogólnione pędy można zapisać następująco:
{\displaystyle {\begin{aligned}p_{\theta _{1}}&={\frac {\partial L}{\partial {{\dot {\theta }}_{1}}}}={\tfrac {1}{6}}ml^{2}\left(8{{\dot {\theta }}_{1}}+3{{\dot {\theta }}_{2}}\cos(\theta _{1}-\theta _{2})\right)\\p_{\theta _{2}}&={\frac {\partial L}{\partial {{\dot {\theta }}_{2}}}}={\tfrac {1}{6}}ml^{2}\left(2{{\dot {\theta }}_{2}}+3{{\dot {\theta }}_{1}}\cos(\theta _{1}-\theta _{2})\right).\end{aligned}}}
Wyrażenia powyższe można odwrócić i otrzymamy:
{\displaystyle {\begin{aligned}{{\dot {\theta }}_{1}}&={\frac {6}{ml^{2}}}{\frac {2p_{\theta _{1}}-3\cos(\theta _{1}-\theta _{2})p_{\theta _{2}}}{16-9\cos ^{2}(\theta _{1}-\theta _{2})}}\\{{\dot {\theta }}_{2}}&={\frac {6}{ml^{2}}}{\frac {8p_{\theta _{2}}-3\cos(\theta _{1}-\theta _{2})p_{\theta _{1}}}{16-9\cos ^{2}(\theta _{1}-\theta _{2})}}.\end{aligned}}}
Pozostałe równania ruchu mają postać:
{\displaystyle {\begin{aligned}{{\dot {p}}_{\theta _{1}}}&={\frac {\partial L}{\partial \theta _{1}}}=-{\tfrac {1}{2}}ml^{2}\left({{\dot {\theta }}_{1}}{{\dot {\theta }}_{2}}\sin(\theta _{1}-\theta _{2})+3{\frac {g}{l}}\sin \theta _{1}\right)\\{{\dot {p}}_{\theta _{2}}}&={\frac {\partial L}{\partial \theta _{2}}}=-{\tfrac {1}{2}}ml^{2}\left(-{{\dot {\theta }}_{1}}{{\dot {\theta }}_{2}}\sin(\theta _{1}-\theta _{2})+{\frac {g}{l}}\sin \theta _{2}\right).\end{aligned}}}
Cztery ostatnie równania pokazują w sposób jawny ewolucję układu w czasie. 
Nie jest możliwe scałkowanie tych równań tak, by dostać  {\displaystyle \theta _{1},\theta _{2}} w funkcji czasu. Jednak jest możliwe dokonanie całkowania numerycznego tych równań za pomocą np. metody 
Runge Kutta.

### Ruch chaotyczny

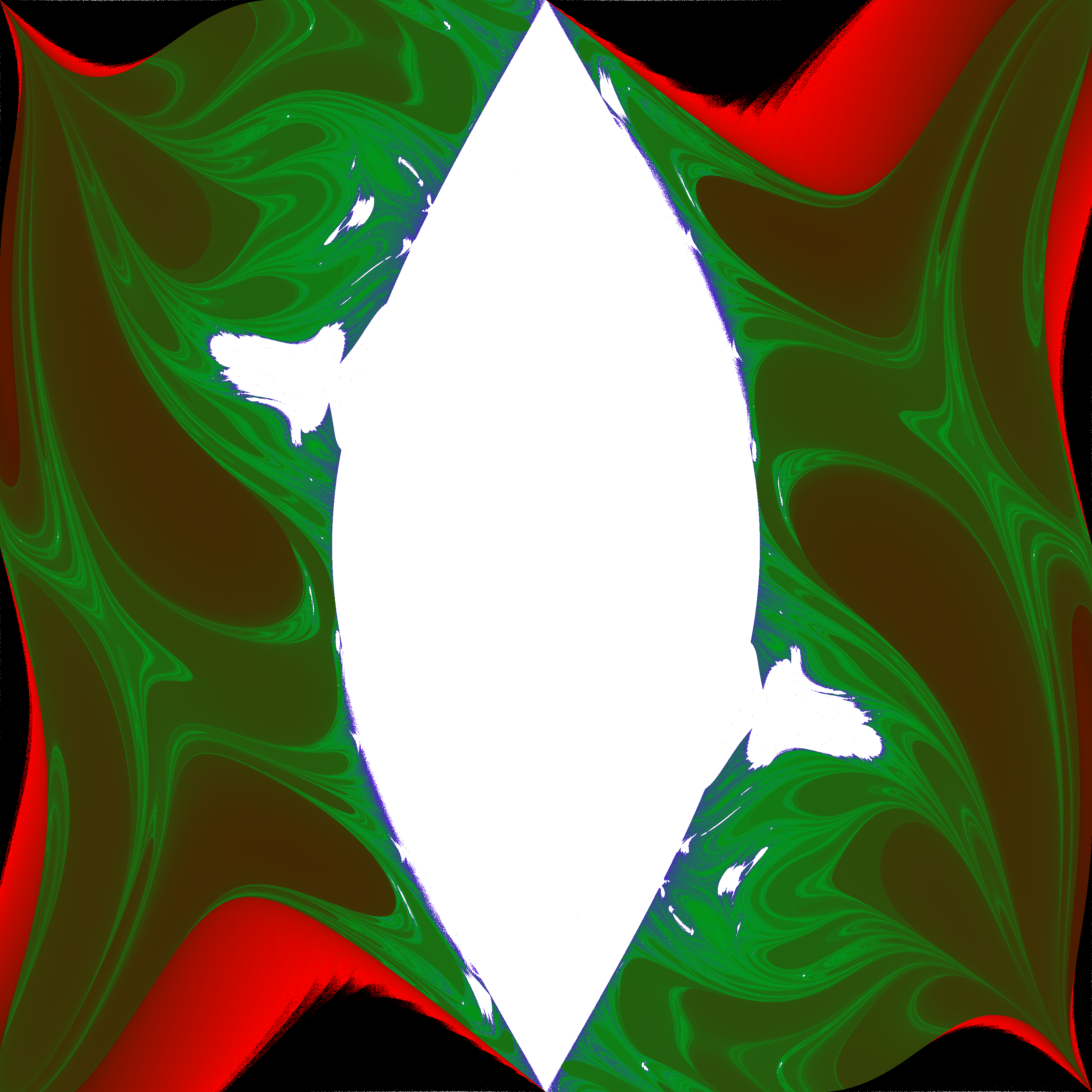
Wykres czasów, w jakich wahadło dokonuje całego obrotu w zależności od warunków początkowych.

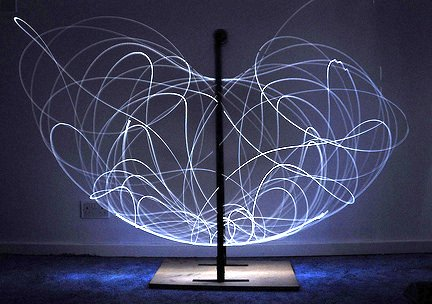
Długoczasowa ekspozycja wahadła podwójnego wskazuje na jego ruch chaotyczny (tor utrwalony za pomocą diod LED)

Wahadło podwójne podlega  ruchowi chaotycznemu i wykazuje dużą zależność ruchu od niewielkich zmian warunków początkowych. Wykres po prawej stronie przedstawia zależność czasu, jaki upłynął zanim wahadło odwróciło się, w zależności od ę położenia początkowego, w którym wahadło spoczywało. Tutaj wartość początkowa {\displaystyle \theta _{1}} zmienia się wzdłuż osi poziomej od −3.14 to 3.14. 
Wartość początkowa {\displaystyle \theta _{2}} zmienia się wzdłuż osi pionowej od −3.14 to 3.14. 
Kolor każdego piksela wskazuje ile razy dłuższy czas upłynął, by wahadło wykonało pełny obrót względem czasu minimalnego {\displaystyle t_{min}={\sqrt {\tfrac {l}{g}}}:}
- czarny:  {\displaystyle \quad 1}
- czerwony: {\displaystyle 10}
- zielony: {\displaystyle \quad 100}
- niebieski: {\displaystyle \,\,1000}
- fiolet: {\displaystyle \quad \quad 10000}
- biały: {\displaystyle \quad \quad >10000}

Trzy podwójne wahadła z bliskimi warunkami początkowymi szybko rozbiegają się, wskazując na chaotyczny charakter ruchu układu.

Brzeg białego obszaru jest określony częściowo z zasady zachowania energii krzywą o równaniu
{\displaystyle 3\cos \theta _{1}+\cos \theta _{2}=2.}
Wewnątrz tego obszaru, danego nierównością
{\displaystyle 3\cos \theta _{1}+\cos \theta _{2}>2,}
jest niemożliwy obrót żadnego z wahadeł. Na zewnątrz tego obszaru wahadło może obrócić się, ale trudno określić, kiedy to nastąpi.
Podobne zachowanie obserwuje się dla wahadła podwójnego złożonego z dwóch punktowych mas (zamiast z dwóch prętów).
Brak naturalnej częstotliwości wzbudzeń wykorzystuje się w  układach tłumienia w budynkach, gdzie budynek pełni rolę wahadła odwróconego, a druga masa, dołączona do niego, tworzy z budynkiem wahadło podwójne.